# Feux de forêt de 2025 en France
La saison des feux de forêt 2025 en France recense environ 238 feux de forêt actifs à travers le pays lors des mois d'été de juin, juillet et août. Ceux-ci sont principalement situés dans les départements situés au sud de la France tels que, l'Aude, les Bouches-du-Rhône, l'Hérault et les Pyrénées-Orientales. Ils ont fait au moins plusieurs victimes civiles, détruit des dizaines de bâtiments et forcé des dizaines de milliers de personnes à évacuer. En conséquence, Météo France déclare plusieurs départements en vigilance rouge et orange incendie.

## Contexte
Le sud de France est fréquemment touché par le risque incendie notamment dans les forêts, le changement climatique entraîne des températures élevées qui assèchent le sol. Ainsi, des territoires comme l'Aude et les Pyrénées-Orientales connaissent un assèchement du sol et un non-renouvèlement des nappes phréatiques, la végétation de type méditerranéenne est fortement impactée et devient plus facilement inflammable.
La sécheresse accompagnée par des températures élevées facilitent le déclenchement de feux de forêts, mais il est peut-être accru lors de grosses périodes de vents, dont spécifiquement le Mistral ou la Tramontane dont la force peut propager un incendie de manière très rapide et très facile.
Les incendies de 2025 sont les plus importants que connaissent la France au XXIe siècle, la France devient le troisième pays le plus touché par les incendies en Europe, derrière la Roumanie et l'Italie.

## Situation générale
Début août 2025, on dénombre plus de 238 feux de forêt actifs à travers le pays, en particulier dans les départements du sud de France.

## Évolution par départements

### Aude
Le 5 août, un important incendie se déclenche aux abords de la commune de Ribaute, grâce à la force de la tramontane, il se propage facilement et est déclaré comme le plus grand incendie du XXIᵉ siècle en France, dépassant l'incendie en Gironde en 2022,. Plus de 16 000 hectares brûlent, ce qui représente la totalité de la commune de Paris ainsi qu'une partie des communes avoisinantes. De nombreuses maisons sont détruites et une personne meurt dans l'effondrement du toit de sa maison après avoir refusé d'évacuer sur la commune de Saint-Laurent-de-Cabrerisse.

### Bouches-du-Rhône
Le 8 juillet, un incendie se déclenche sur les hauteurs nord-ouest de Marseille, dans le quartier de l'Estaque. Plus de 750 hectares sont brûlés et 90 maisons détruites, par chance aucun morts ni blessés à déclarer.

### Hérault
Le 5 juillet, un important incendie se déclare sur la commune de Fabrègues et se propage sur une partie du Massif de la Gardiole au sud, le village de Mireval et ses environs sont évacués. Le feu est visible à des kilomètres et un épais nuage de fumée noire se répand sur le littoral languedocien, la fumée est visible depuis Maguelone jusqu'à la plage de l'Espiguette.

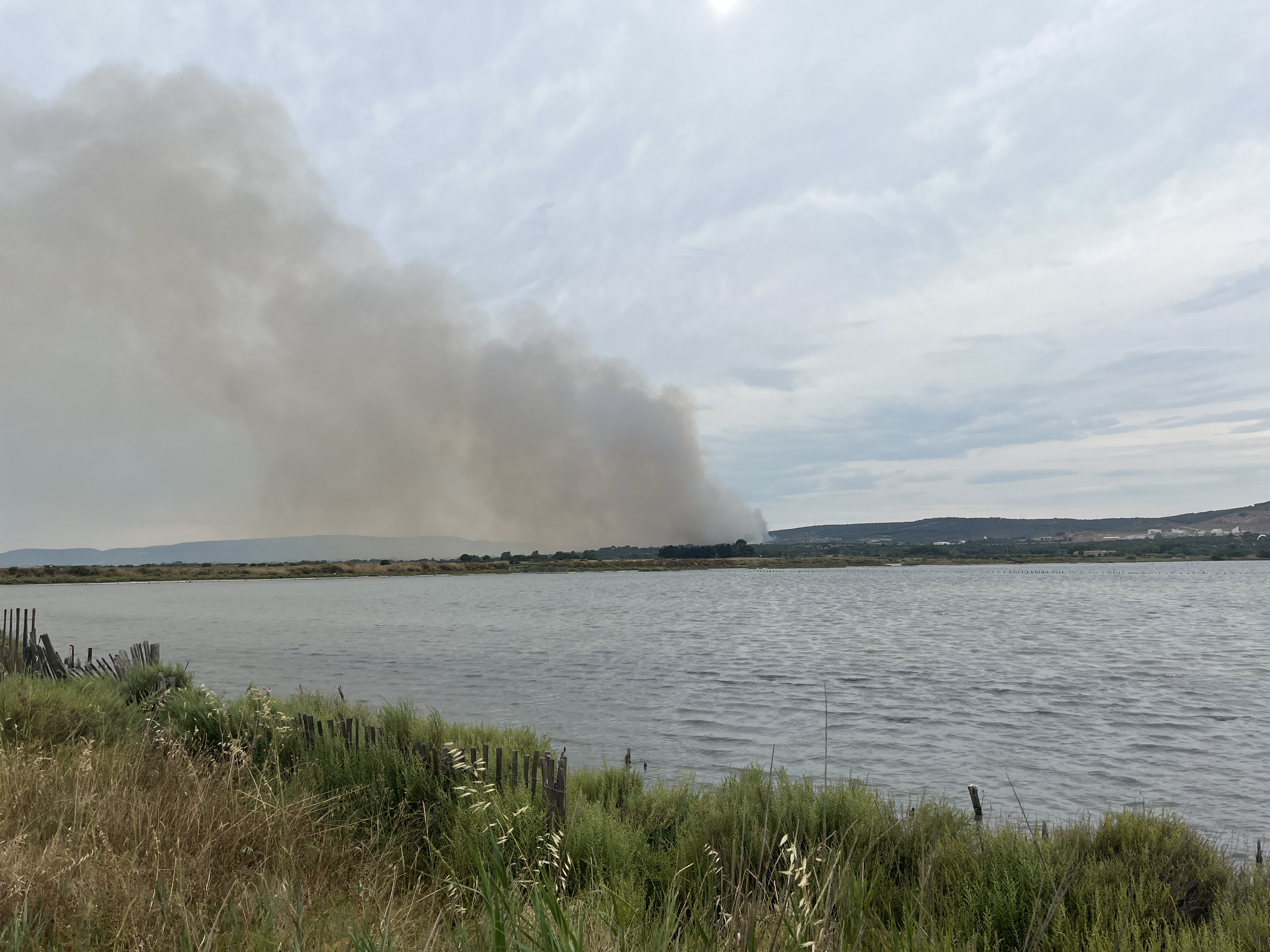
L'incendie visible depuis les Salins de Villeneuve.
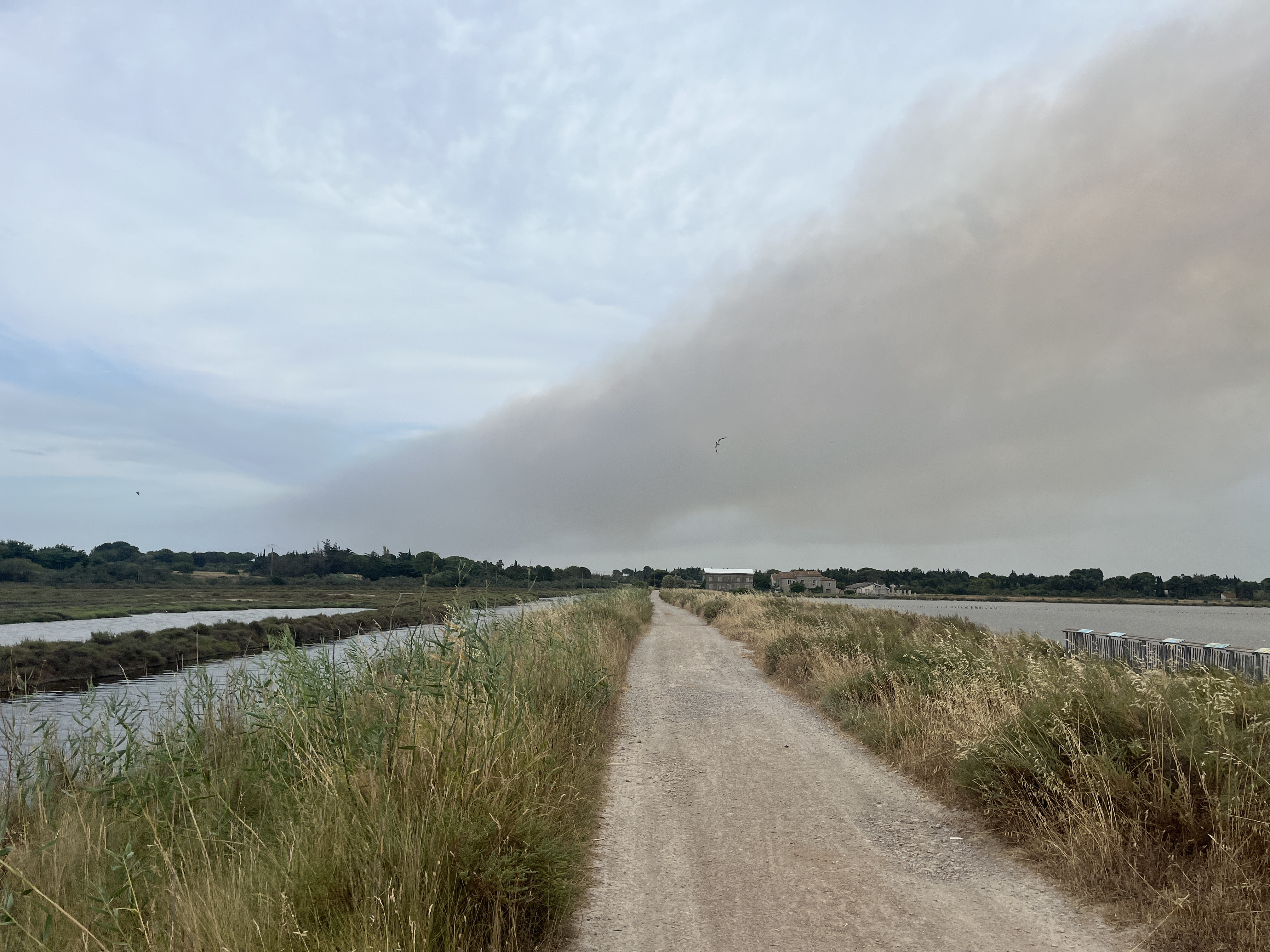
La fumée s'est propagée sur le littoral languedocien.